# 178830 Anne-Véronique
(178830) Anne-Véronique, denumire internațională (178830) Anne-Veronique, este un asteroid din centura principală de asteroizi.

## Descriere
178830 Anne-Véronique este un asteroid din centura principală de asteroizi. A fost descoperit pe 18 aprilie 2001 la Saint-Véran de Observatorul din Saint-Véran. Asteroidul prezintă o orbită caracterizată de o semiaxă mare de 2,45 ua, o excentricitate de 0,18 și o înclinație de 2,1° în raport cu ecliptica.